# Ланкастеры
Ланка́стеры (англ. House of Lancaster) — боковая ветвь королевского дома Плантагенетов.

## Символ Ланкастеров

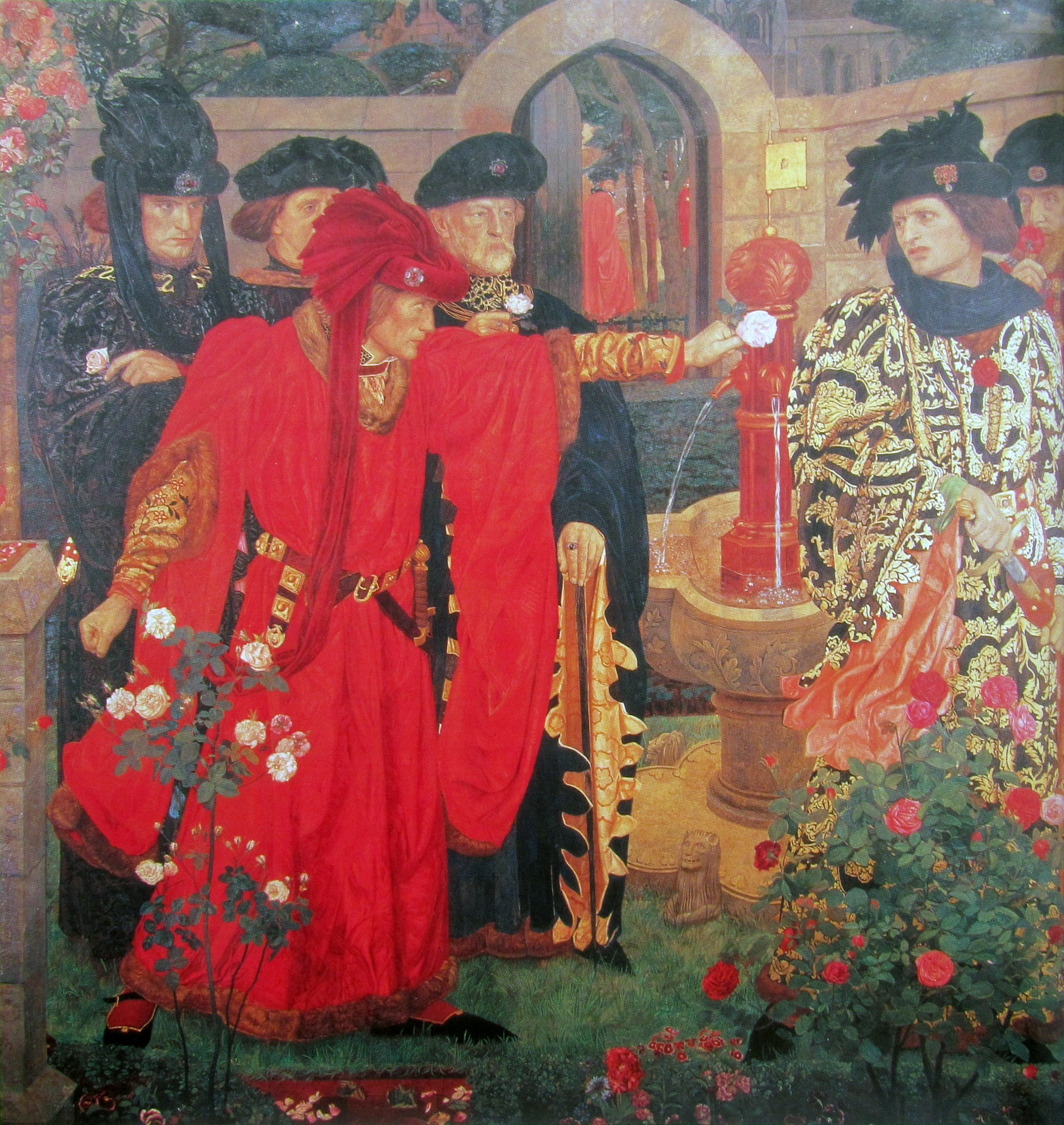
Генри Артур Пейн. Сцена в саду Темпла в первой части пьесы «Генрих VI», где сторонники враждующих фракций выбирают красные и белые розы

Пышная и очень яркая дамасская роза с сильным приятным запахом была самой распространённой и любимой среди всех многочисленных видов средневековых роз. Предположительно, в 1250 году её привёз в Прованс с мусульманского Востока один из участников Крестовых походов — граф Шампани Тибо IV Великий, прозванный Певцом. По легенде, граф Ланкастерский, пленившись этой розой в одном из садов Франции, захватил её к себе на родину. В памяти поколений укрепилось, что алая дамасская роза стала символом этого могущественного дома, во времена многолетней борьбы с Йорками за корону страны. Однако в гербе Ланкастеров не было алой розы, впервые её с белой розой объединил в своём гербе Генрих VII Тюдор, считавший себя наследником и Ланкастеров, и Йорков (через жену). Эпизод с выбором роз, который показан Шекспиром в первой части пьесы «Генрих VI», выдуман им полностью. 

## История
Основателем дома Ланкастеров является Джон Гонт (или Иоанн Гентский, названный так по месту рождения), герцог Ланкастер (1340—1399) — третий выживший сын английского короля Эдуарда III. Сын Джона Гонта Генрих Болингброк (1367—1413) в 1399 году сверг своего двоюродного брата Ричарда II и стал королём под именем Генриха IV, сохранив (как и его сын и внук) титул герцога Ланкастера. Ему наследовал его сын Генрих V (1387—1422), король Англии (1413—1422), которому в свою очередь наследовал единственный сын Генрих VI (1421—1471). Генрих VI стал королём в возрасте 10 месяцев, и за него правили его дяди, Джон, герцог Бедфорд, и Хамфри, герцог Глостер. Он также был коронован (в ходе Столетней войны) как король Франции. Генрих VI страдал психическим расстройством. В 1461 году он был свергнут представителями другой боковой ветви Плантагенетов, Йорками. Но в 1470 году, в ходе войны Алой и Белой розы, он на несколько месяцев опять стал королём — до апреля 1471 года, после чего был вновь низложен и убит. Незадолго до этого его единственный сын Эдуард, принц Уэльский, погиб в битве при Тьюксбери, так что с убийством Генриха VI ветвь Ланкастеров пресеклась в мужском колене. Далее недолгое время правила другая ветвь Плантагенетов — Йорки.
Генрих VII, основатель новой династии Тюдоров, занявший престол в 1485 году, был потомком внебрачного (впоследствии узаконенного) сына Джона Гонта и считался наследником дома Ланкастеров. Вступив на престол, он принял также титул герцога Ланкастерского, который с того времени неразде́лен с британской короной.

## Память
Имя Ланкастеров носят город и округа в штате Южная Каролина в Соединённых Штатах Америки.